# رابین بنسون
رابین بنسون (انگلیسی: Robin Benson; ۱ ژانویهٔ ۱۸۵۰ – ۱ ژانویهٔ ۱۹۲۹) کارمند بانک، و بازیکن فوتبال بود.
از باشگاه‌هایی که در آن بازی کرده‌است می‌توان به باشگاه فوتبال واندررز اشاره کرد.